# Карнатски ратови
Карнатски ратови (енгл. Carnatic Wars) вођени су средином 18. века између Француске и Велике Британије за колонијалну превласт у Индији. Назив су добили по југоисточној обали индијског подконтинента. Били су ограничених размера; вођени су, углавном, снагама источноиндијских компанија двеју зараћених земаља уз подршку индијских феудалаца.

## Први Карнатски рат
Први Карнатски рат (1746—1748) избио је као одјек рата за аустријско наслеђе. Французи су, у почетку, покушали да на подрућју Азије остану неутрални, да преговорима са Британцима осигурају несметани рад својој компанији. Британска влада је, међутим, одбила сваки споразум. Непријатељства су избила после заробљавања француских трговачких бродова. У немогућности да се сам одупре британским снагама, француски гувернер у Индији Диплекс позвао је у помоћ флоту са Маурицијуса која је, после дуже опсаде, успела да заузме Мадрас. Ахенски мир је зауставио даље акције, а Мадрас је враћен Британцима.

## Други Карнатски рат
Други Карнатски рат (1749—1754) почео је иницијативом Диплекса, који је желео, користећи се незадовољством домородаца према Британцима као и династичким борбама карнатских феудалаца, да се освети за изгубљени Мадрас и прошири француске поседе. После ограничених акција, плашећи се заоштравања односа са Великом Британијом у Северној Америци, француска влада сменила је Диплекса и закључила мир.

## Трећи Карнатски рат
Трећи Карнатски рат (1757—1763) вођен је у оквиру седмогодишњег рата. Французи, као и у првом рату, нису желели да погоршавају свој положај у колонијама и избегавали су отворена непријатељства. Битка код Плесија (јуна 1757), после које је цео Бенгал пао у руке Британаца, одлучила је даљи ток догађаја. Ограничени само на Пондишери, без ширег залеђа, Французи су покушали да појачањима из метрополе зауставе даље надирање непријатеља. Некоординиране акције њихових поморских и копнених снага омогућиле су Британцима да, најпре потуку њихову флоту код Мадраса, а затим да униште и њихове снаге на копну у близини Вандиваша и освоје Пондишери. Тиме је решена судбина француских поседа у Индији.